# Jelica Pavličić
Jelica Pavličić (Yugoslavia, 4 de febrero de 1954) es una atleta yugoslava retirada especializada en la prueba de 400 m, en la que consiguió ser medallista de bronce europea en pista cubierta en 1977.

## Carrera deportiva
En el Campeonato Europeo de Atletismo en Pista Cubierta de 1977 ganó la medalla de bronce en los 400 metros, con un tiempo de 53.49 segundos, tras la alemana Marita Koch y la británica Verona Elder.